# John Playford Hales
John Playford »Jack« Hales, kanadski letalski častnik, vojaški pilot in letalski as, * 11. september 1893, Guelph, Ontario, † 23. avgust 1918, Bray.
Stotnik Hales je v svoji vojaški službi dosegel 5 zračnih zmag.

## Življenjepis
Med prvo svetovno vojno je bil sprva pripadnik Kraljeve pomorske letalske službe, nato pa RAFa.
Kot pilot Sopwith Camel je bil 23. avgusta 1918 sestreljen in ubit.